# Постольне (Богодухівський район)
Посто́льне — село в Золочівській громаді Богодухівського району Харківської області України. Населення становить 75 осіб.

## Географія
Село Постольне знаходиться за 4 км від річки Уди (правий берег). До села примикають села Ковалі, Мартинівка і селище Сніги. По селу протікає безіменна річечка з загатами, вище за течією якої на відстані 1 км розташоване село Одноробівка, нижче за течією - село Цилюрики. На відстані 1 км розташована залізнична станція Сніги, за 2 км проходить автомобільна дорога Т 2103.

## Історія
За даними на 1862 — хутір Постольних Золочівської волості Харківського повіту.
Станом на 1864 рік  хутір Постольний (Монька) був казенним, складався з 15 дворів, в яких було 182 мешканців обох статей, з них чоловіків — 84 і жінок — 98.
12 червня 2020 року, розпорядженням Кабінету Міністрів України № 725-р «Про визначення адміністративних центрів та затвердження територій територіальних громад Харківської області», увійшло до складу Золочівської селищної громади.
19 липня 2020 року, в результаті адміністративно-територіальної реформи та ліквідації Золочівського району, село увійшло до складу Богодухівського району.